# Спас Сарайски
Спас Митев Сарайски е български революционер, деец на Вътрешната македоно-одринска революционна организация и на Вътрешната македонска революционна организация.

## Биография
Спас Сарайски е роден през 1889 година в струмишкото село Сарай, тогава в Османската империя, днес в Северна Македония. Остава без образование, но участва в дейността на ВМОРО. Участва в трите войни за национално обединение (1912 - 1918). От 1914 година е районен ръководител в Струмица. Преследван от сръбските власти през 1925 година влиза в четата на Георги Въндев и участва в редица сражения със сърбите. След убийството на Александър Протогеров през 1928 година застава на страната на протогеровистите. Убит е от привърженици на Иван Михайлов на 1 януари 1930 година в София. Според Кирил Пърличев е убит в заведението на Михаил Шкартов и Георги Хаджимитрев от последния поради пиянска свада.